# Eloy Dávila Celis
Eloy Dávila Celis (Mérida, 1911-2001) fue un médico venezolano, rector de la Universidad de los Andes entre 1949 y 1951, y de la Universidad Central de Venezuela en 1951.

## Biografía
Nació en Mérida. Comenzó sus estudios en 1928 en la Universidad de Los Andes (ULA) en 1928 y los concluyó en la Universidad Central de Venezuela (UCV), donde egresó como médico en 1934. Comenzó su carrera laboral en Tovar y después en Santa Cruz de Mora, entre 1935 y 1936. Fue miembro fundador de la Sociedad Médica del Hospital Los Andes desde 1939.
Fue fundador de la Medicina Interna en Mérida y del Servicio de Medicina Interna del Hospital Los Andes. Fue rector de la Universidad de los Andes (ULA) entre 1949 y 1951, adquiriendo los terrenos de la actual Facultad de Ingeniería Forestal.
Después de esto fue designado en septiembre de 1951 rector de la intervenida Universidad de Central de Venezuela por la dictadura militar de la Junta de Gobierno, lo que causó fricción interna en la universidad, y por lo cual sólo estuvo 54 días, renunciando el 26 de octubre. Su rechazo terminó en el cierre de la UCV entre 1952 y 1953.
Tablante Garrido escribió sobre él Don Eloy Dávila Celis – Merideño de la Promoción Doctor Vicente Peña 1928-1934.